# نادر احمدی قانع
نادر احمدی قانع (زاده ۱۳۱۶ - درگذشته ۶ فروردین ۱۳۹۳) کارگردان و فیلم‌نامه‌نویس ایرانی بود.

## زندگی‌نامه
قانع متولد ۱۳۱۶ در تهران بود. وی فعالیت هنری اش را از دوران دبیرستان و با ایفای نقش در نمایشنامه‌های مدرسه‌ای آغاز کرد و سپس وارد عرصه‌های حرفه‌ای کار نمایش شد. اولین نقش جدی خود را در نمایشنامه «شاهزاده هامبورگ» بازی کرد و پس از تجربه اندوزی در عرصه بازیگری، کار فیلم نامه‌نویسی و سینما در تعدادی از فیلم‌های سینمایی بازی کرد و در سال ۱۳۴۷ اولین فیلم بلند حادثه‌ای-جنایی سینمایی‌اش را با عنوان تونل ساخت. دیگر فیلم‌های او در مقام کارگردان فریاد انسان‌ها، احمد چکمه‌ای، مردی در آتش و تشنه باران هستند. در سال ۱۳۵۳ فیلم «نا اهل» را به تهیه کنندگی و بازی عباس مهردادیان کارگردانی کرد که توقیف شد. وی همچنین دو فیلم سینمایی به نام‌های «مبارزی در نیمه راه» و «فرار از بند» را در سال ۱۳۵۷ کارگردانی کرد که هر دو با وقوع انقلاب اسلامی از اکران عمومی باز ماندند.
نادر قانع روز ۶ فروردین ماه ۱۳۹۳ به علت کهولت سن درگذشت و در روز ۸ فروردین ماه در قطعه هنرمندان بهشت زهرا به خاک سپرده شد.

## فیلمشناسی
- فرار از بند/فریاد شرم (۱۳۵۷) - به نمایش عمومی در نیامد
- مبارزی در نیمه راه/شب بازیگران ۱۳۵۷) - به نمایش عمومی در نیامد
- تشنه باران (۱۳۵۷)
- مردی در آتش (۱۳۵۵)
- نا اهل (۱۳۵۳) - این فیلم توقیف شد[۱]
- احمد چکمه‌ای (۱۳۵۰)
- فریاد انسان‌ها (۱۳۴۹)
- تونل (۱۳۴۷)